# 粗野主义
粗野主义（英語：Brutalism，又称蠻橫主義或粗野主義）是一種起源於1950年代英國的建筑风格，主要興起於戰後重建項目，特別在戰後的共產主義國家中廣泛使用而聞名。被視為建築流派的一種，可歸入现代主义建筑流派當中，其特色包括由功能主义發展而來的極簡主義結構，突顯出建筑材料和结构工程的裸露，避免裝飾性設計。此風格常使用未塗漆的钢筋混凝土或磚，呈現角形幾何形狀和主要單色調色板，同時還使用其他材料如鋼材、木材和玻璃等。
粗獷主義的起源源自現代主義運動，被視為對1940年代建築懷舊情感的反應。該詞最早由英國建築師艾莉森和彼得史密森的計畫和理論著作提出，用於形容他們對設計的創新方法。建築評論家雷納·班漢姆在1955年進一步推廣了這一運動，將其與法語：（清水混凝土）和法語：（非主流藝術）聯繫。最早使用法語：一詞的是柯比意，用來指稱強化混凝土。隨後，粗獷主義主由史密森夫婦、匈牙利出生的埃爾諾·戈德芬格、英國的查姆伯林·鮑威爾和邦建築公司等建築師發展，有時與其他現代主義建築師的作品相呼應，如法國-瑞士的勒·柯布西耶、愛沙尼亞-美國的路易斯·康、德國-美國的路德維希·密斯·凡德羅和芬蘭的阿尔瓦尔·阿尔托等人。
在英國，粗獷主義受到社会主义原則影響的實用、低成本公營住宅的設計中得到體現，並迅速傳播到世界其他地區，尤其是東歐。粗獷主義的設計最常見於機構建築，如省議會、公共工程項目、大學、圖書館、法院和市政廳。這一運動的流行在20世紀70年代末開始下降，有些人將其與都市衰退和極權主義聯繫在一起。粗獷主義在社會主義和共產主義國家中的流行，歸因於將傳統風格與資產階級聯想在一起，而混凝土則強調平等。
歷史上，粗獷主義的評價有著多個分歧；部分特定建築以及整個運動都受到一系列批評（通常被描述為『冷漠』或『無靈魂』），但也得到了建築師和當地社區的支持，近幾十年來，這一運動再次引起了人們的興趣。2006年，一些波士頓建築師呼籲將這一風格重新定位為「英勇建築」，以擺脫「粗獷」這一術語的負面含義。同時許多粗獷建築已成為文化偶像，獲得了受保護的地位。

## 歷史
這一詞彙最早由瑞典建築師漢斯·阿斯普隆德（Hans Asplund）所起，以描述烏普薩拉的建築“Villa Göth”（1950年建成）。當時他所用的是瑞典語“nybrutalism”（新粗野主義），後來迈克尔·文特里斯等英格蘭建築師也埰用了這一名稱。其概念在英国的史密森夫妇（Alison & Peter Smithson）手上得到進一步發展。建築評論家雷納·班海姆在1966年出版《The New Brutalism: Ethic or Aesthetic?》一書，使得這個詞彙流傳開。
勒·柯布西耶是粗野主义最著名的代表人物，代表作品有马赛公寓和印度昌迪加尔法院。这些建筑用当时还少见的混凝土预制板直接相接，没有修饰，预制板没有打磨，甚至包括安装模板的销钉痕迹也还在。
受“粗野主义”影响的还有英国的詹姆斯·斯特林爵士（莱汉姆住宅）、美国的保罗·鲁道夫（耶鲁大学建筑系馆）、美国的路易·康（李查醫學研究中心）、德国的哥特佛萊德·伯姆、日本的前川国男（京都文化会馆、东京文化会馆）及其学生丹下健三（山梨县文化会馆）等人。
在前蘇聯國家的建築師中，設計這種建築不單單是為了藝術，而是因為共產黨為了應付大量建設需求，產生了政治意味濃厚的赫鲁晓夫楼所致，成為了社會主義影響地區的主要風格。

## 亞洲例子

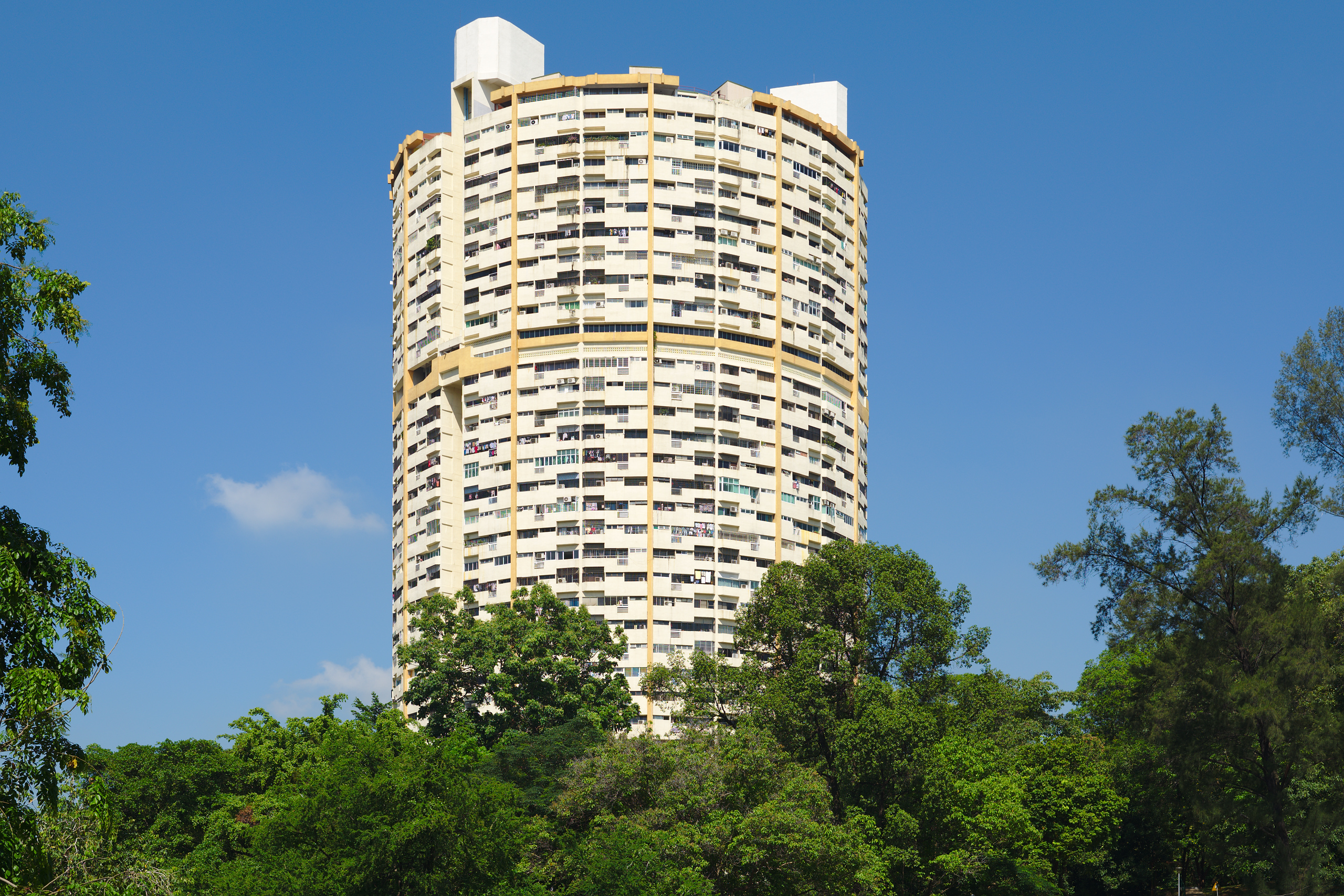
新加坡珍珠苑（英语：Pearl Bank Apartments）（已拆除）
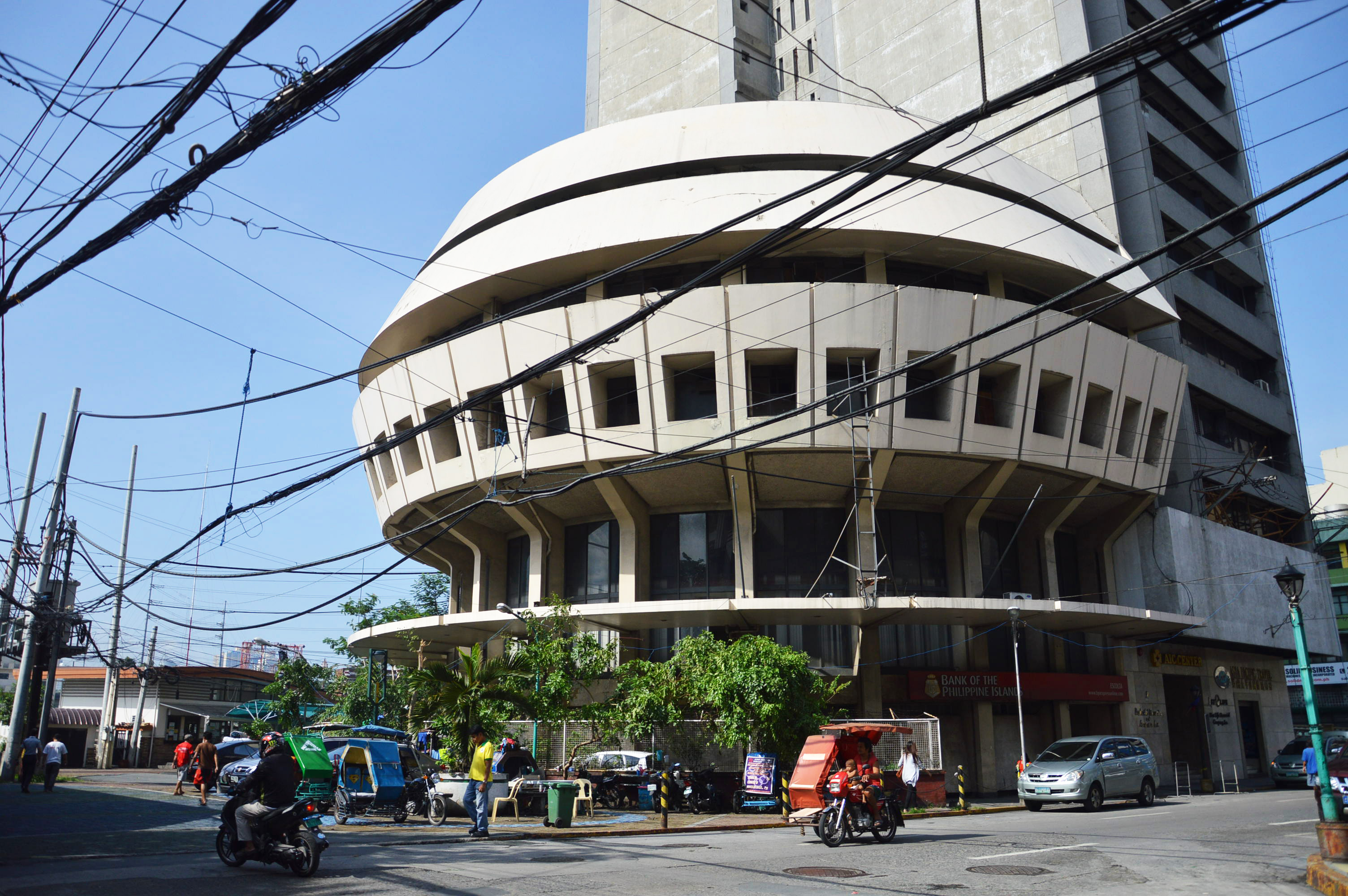
菲律賓商業銀行和信託公司大樓
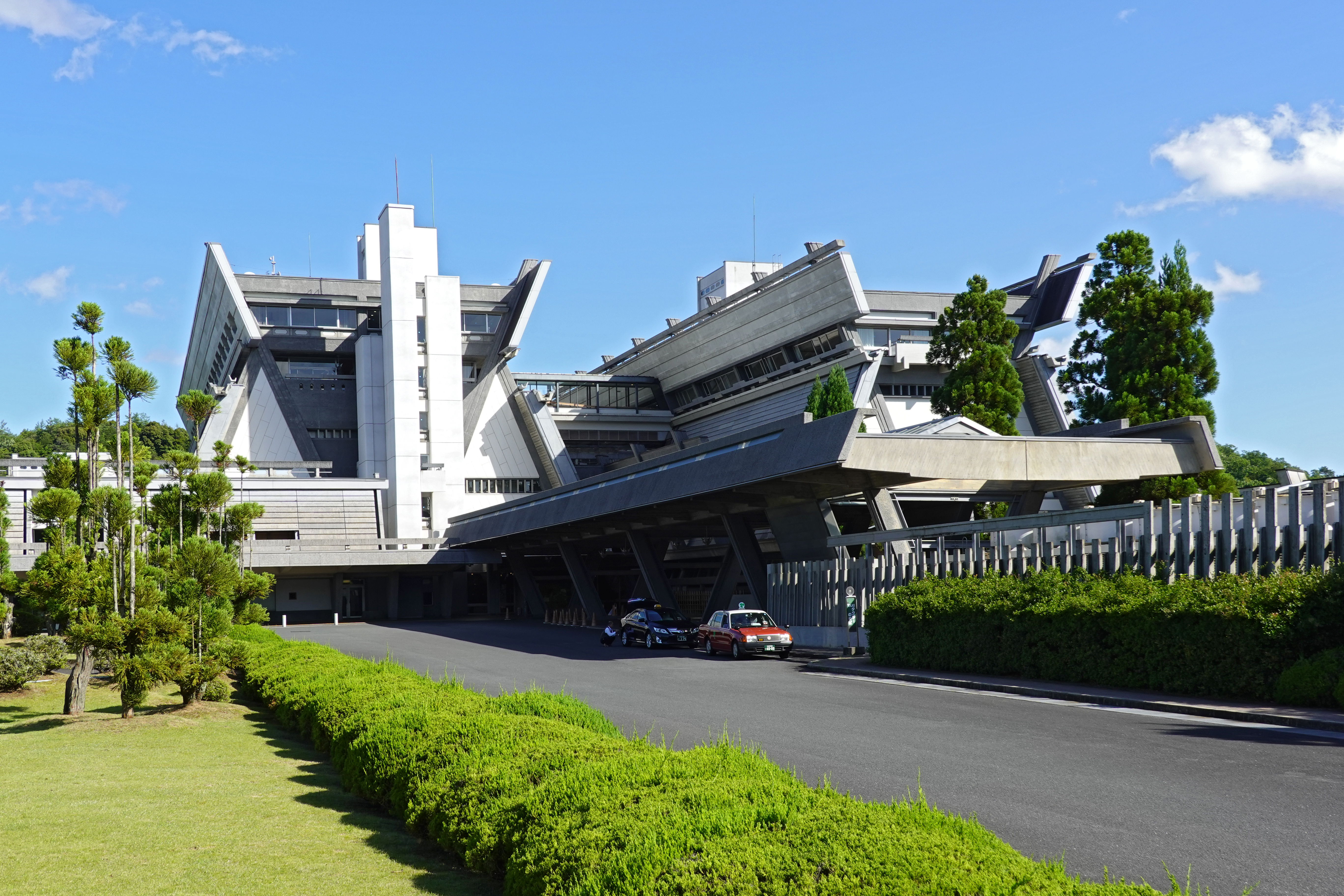
日本國立京都國際會館
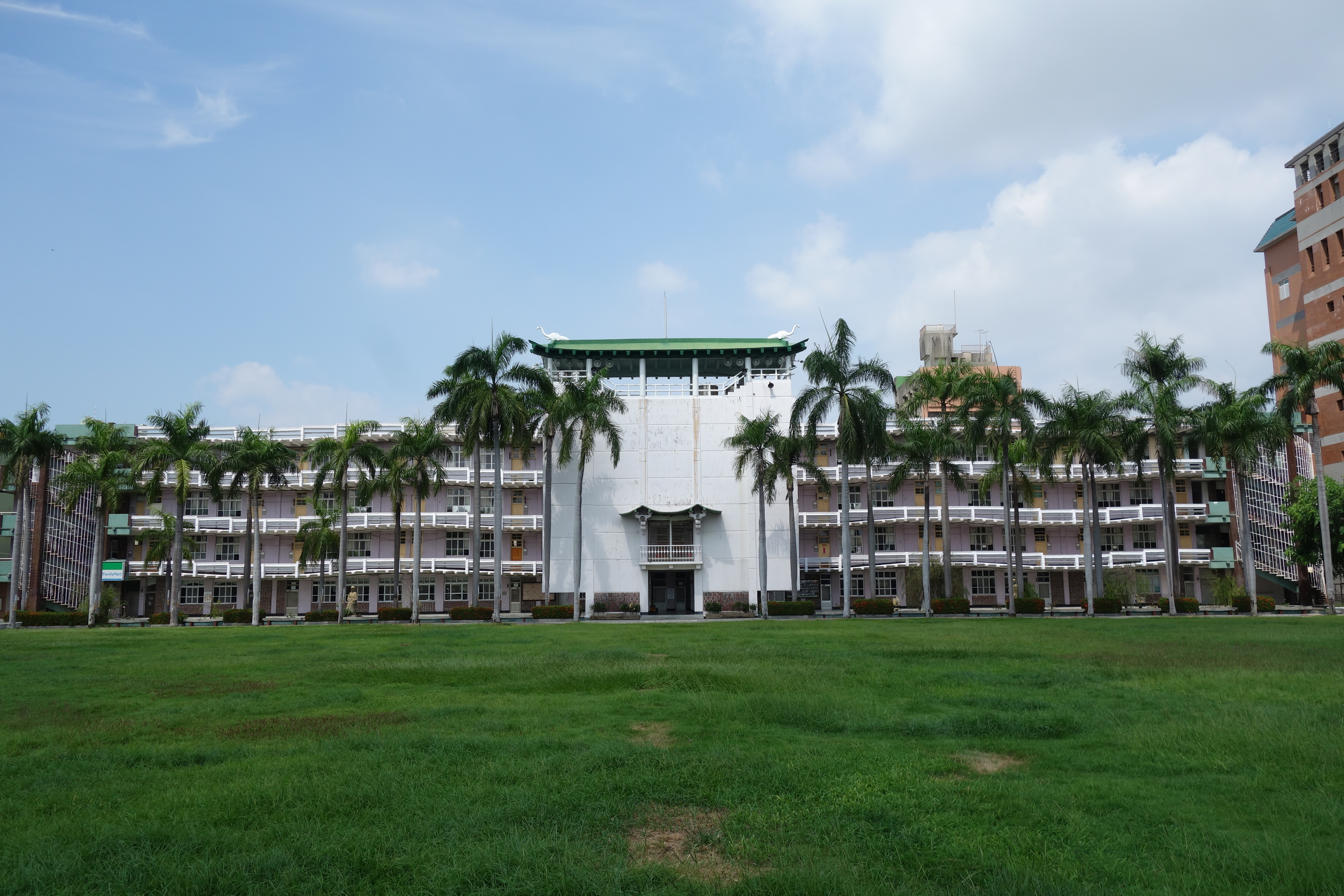
台灣三信家商波浪大樓
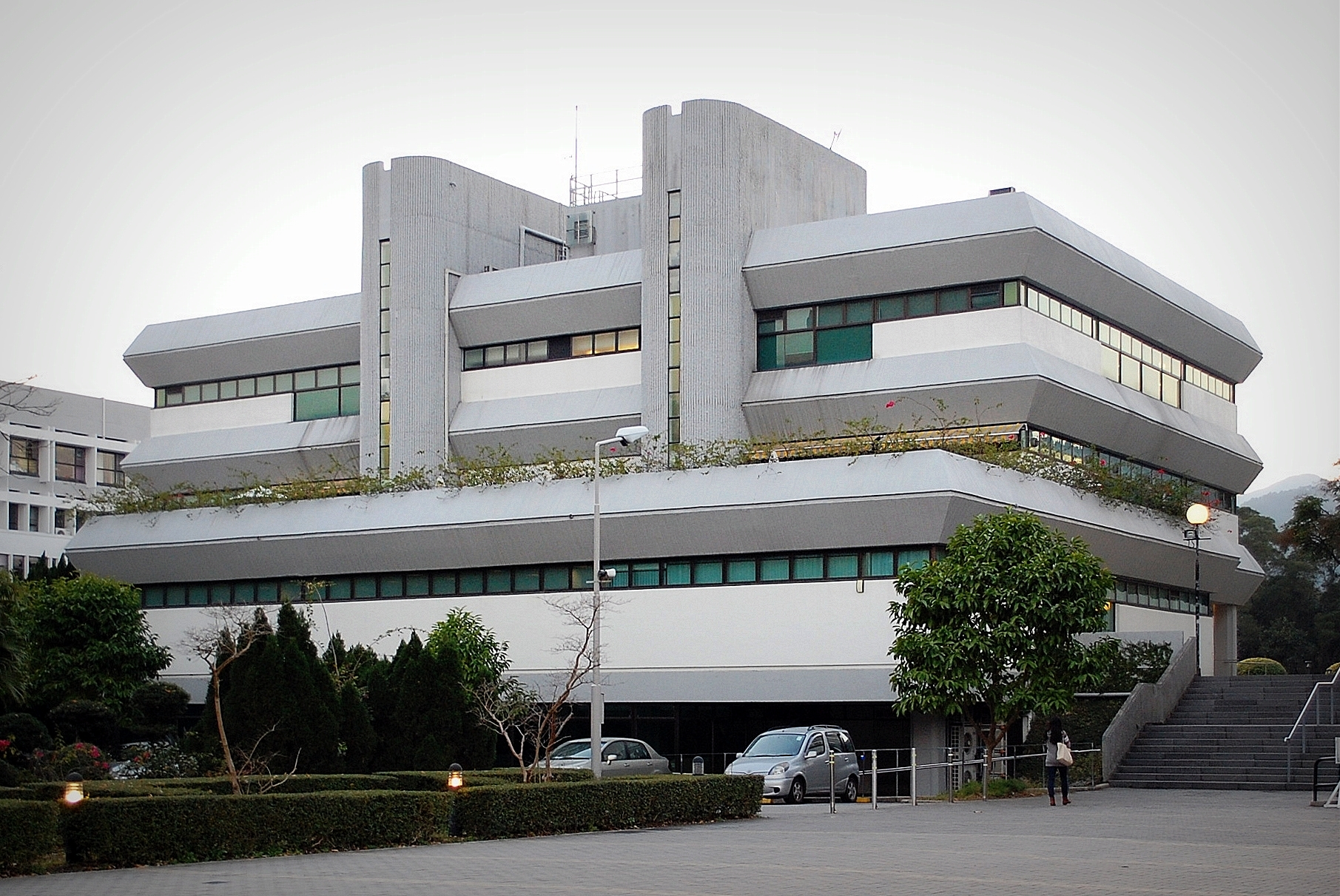
香港中文大學胡忠多媒體圖書館

## 外部連結
- BRUTALISM:ONLINE （页面存档备份，存于），記錄世界各地的粗野主義建築
- "The incredible hulks: Jonathan Meades' A-Z of Brutalism" （页面存档备份，存于）
- From Here to Modernity （页面存档备份，存于）
- "Bunkers, Brutalism and Bloodymindedness" 2-part BBC Documentary （页面存档备份，存于）
- "Symbols in Transition" Documentary film regarding the post-89 handling of the political symbols and buildings of eastern Europe （页面存档备份，存于）
- "The New Brutalism" Brutalist, Rationalist, Modernist architectural photography[永久]
- Ontario Architecture: Brutalism （页面存档备份，存于）
- Google Community "Architecture of Brutalism" – many current photographs and links （页面存档备份，存于）